# Новоуфимск
Новоуфимск (баш. Яңы Өфө) — деревня в Иглинском районе Республики Башкортостан Российской Федерации. Входит в состав Майского сельсовета. 

## География

### Географическое положение
Расстояние до:
- районного центра (Иглино): 90 км,
- центра сельсовета (Майский): 35 км,
- ближайшей ж/д станции (Улу-Теляк): 15 км.

## Население
| 2002 | 2009 | 2010 |
| ---- | ---- | ---- |
| 38   | ↘14  | ↗22  |

Национальный состав
Согласно переписи 2002 года, преобладающая национальность — башкиры (68 %).